# Істочно-Ново-Сараєво
Істочно-Ново-Сараєво (серб. Општина Источно Ново Сарајево) — одна з 6-ти громад, що утворюють Град (міський округ) Східне Сараєво. Розташована в регіоні Істочно-Сараєво Республіки Сербської. Адміністративним центром є місто Лукавиця.